# Jenny Cavnar
Jenny Cavnar (nacida en 1982 o 1983) es una locutora deportiva estadounidense que es la locutora televisiva jugada por jugada de los Oakland Athletics de la Major League Baseball (MLB). Es la primera locutora principal jugada por jugada en la historia de la MLB. Cavnar también presenta jugada por jugada de baloncesto universitario masculino y femenino en Fox Sports 1 y Pac-12 Network.

## Primeros años de vida
Cavnar es de Aurora, Colorado. Su padre, Steve, ganó el campeonato estatal de béisbol de la escuela secundaria cuando era estudiante en Smoky Hill High School y también entrenó al equipo de béisbol de Smoky Hill y Regis Jesuit High School.
Cavnar también asistió a la escuela secundaria Smoky Hill. Mientras estaba en su tercer año, se inspiró para convertirse en reportera deportiva al ver a Melissa Stark en Monday Night Football. Asistió a la Universidad Estatal de Colorado, donde se especializó en negocios y comunicaciones y se graduó en 2004. Cavnar jugó lacrosse en el club de Colorado State. Durante su estancia en la universidad, realizó una pasantía en el departamento de relaciones con los medios de la Universidad de Kentucky.

## Carrera
Después de graduarse de Colorado State, Cavnar trabajó para WJRT-TV en Flint, Míchigan, donde cubrió deportes de secundaria y universitarios. También se desempeñó como entrenadora asistente para el equipo de lacrosse del club de la Universidad de California en Los Ángeles. En 2007, Channel 4 San Diego contrató a Cavnar para sus programas previos y posteriores al juego para los San Diego Padres de la Major League Baseball (MLB). En 2012, sucedió a Alanna Rizzo como presentadora de los programas de televisión previos y posteriores al juego de los Colorado Rockies en AT&T SportsNet Rocky Mountain.
Cavnar se convirtió en la primera mujer en proporcionar comentarios en color para un partido de béisbol de la Liga Nacional en la radio de KOA el 2 de julio de 2015. En 2018, ocupó el cargo de locutora jugada por jugada de dos juegos de los Rockies, la primera mujer en hacerlo desde 1993. Cavnar también ha formado parte del equipo de transmisión de juegos de baloncesto universitario masculino y femenino en Pac-12 Network y Fox Sports 1.
En 2021, Cavnar ganó el premio al presentador deportivo del año de Colorado de la Asociación Nacional de Medios Deportivos. También ha ganado cinco premios Emmy.
El 13 de febrero de 2024, NBC Sports California anunció que Cavnar será su locutor principal jugada por jugada para las transmisiones de los Oakland Athletics durante la temporada 2024. Será la primera mujer en ser locutora principal jugada por jugada de un equipo en la historia de la MLB.

## Vida personal
El marido de Cavnar, Steve Spurgeon, jugaba béisbol para la organización Chicago White Sox. Es miembro del Departamento de Bomberos de Denver. Tienen dos hijos, Vincent y Emmery. Vincent lleva el nombre de Vin Scully.